# Жажда (филм, 1959)
Вижте пояснителната страница за други значения на Жажда.
„Жажда“ (на руски: Жажда) е съветски филм от 1959 година на режисьора Евгений Ташков за Великата отечествена война. Сюжета на филма е основан върху действителни събития, участник в които е бил сценариста Григорий Поженян.

## Сюжет
Одеса се снабдява с вода от река Днестър. Помпената станция се намира в Беляевка. Дължината на водопровода е около четиридесет километра.
По време на Втората световна война, в хода на бойните действия, през 1941 година Одеса е обкръжена, а Беляевка превзета. Града остава почти без вода, защото водоснабдяването е прекратено.
За да бъде осигурена вода за Одеса е сформиран отряд от смели матроси, които проникват в тила на врага и превземат помпената станция в Беляевка, възстановяват водоподаването и удържат за известно време позициите си.
Но не всички от тях оцеляват...

## В ролите
- Вячеслав Тихонов като Лейтенант Олег Безбородко
- Валентина Хмара като Маша
- Юрий Белов като Вася Патефон
- Владимир Иванов като Твердохлебов
- Николай Тимофеев като Никитин
- Борис Битюков като Алексеенко
- Борис Годунцов като Угольок
- Василий Векшин като Калина
- Мулаян Суяргулов като Мамед
- Олег Голубицкий като Лемке

## Интересни факти
Историята, разказана във филма е действителна. По време на Втората световна война, сценариста Григорий Поженян е морски пехотинец и взима участие в схватката за помпената станция. Това му послужва като отправна точка при написването на сценария.
През 2011 година е направен римейк на филма под същото заглавие.

## Награди
- Трета награда за най-добър филм от Всесъюзния кинофестивал в Минск през 1960 година.
- Втора награда за най-добър оператор на Пьотр Тодоровский от Всесъюзния кинофестивал в Минск през 1960 година.